# KK Primorje
KK Primorje je košarkaški klub iz Herceg Novog, Crna Gora. Osnovan je 1945. godine.
U sezonama 2008/09. i 2009/10. je učestvovao u Prvoj ligi Crne Gore. 
KK Primorje ima i mlađe kategorije košarkaša.

## Uspesi
- Prva liga Crne Gore
  - Viceprvak (1): 2008/09.

## Spoljašnje veze
- Stranica kluba na eurobasket.com